# Крэчун, Георге
Георге Крэчун (рум. Gheorghe Crăciun; 24 июля 1913, Минтиу-Герлий, Трансильвания, Австро-Венгерская империя — 2001, Бухарест, Румыния) — румынский коммунист, офицер госбезопасности РНР—СРР, полковник Секуритате. Возглавлял региональные управления Секуритате, участвовал в подавлении антикоммунистического повстанчества и политических репрессиях. В 1958—1964 — комендант тюрьмы в Аюде, был известен жестоким обращением с заключёнными. После Румынской революции привлечён к суду, но умер до приговора.

## Националист и коммунист
Родился в многодетной семье крестьян-грекокатоликов. Окончил ремесленное училище, работал котельщиком в железнодорожных мастерских Клужа. Участвовал в румыно-националистических акциях против венгерских притязаний на Трансильванию, протестовал против «Венского диктата». На этой основе сблизился с активистами Железной гвардии, но о прямом участии Георге Крэчуна в легионерском движении сведений нет. С 1940 жил в Бухаресте.
После переворота 23 августа 1944 Георге Крэчун вступил в Румынскую коммунистическую партию (до того не имел к РКП никакого отношения). В начале 1945 возглавлял прокоммунистический профсоюз в локомотивном депо Девы. Переход недавнего националиста Крэчуна к коммунистам комментаторы рассматривают как «оппортунизм» — примыкание к победившей стороне.

## Офицер Секуритате

### Контрповстанческий оперативник
В марте 1945 образовалось прокоммунистическое правительство Петру Грозы. Министром внутренних дел стал коммунист Теохари Джорджеску. Началась карьера Георге Крэчуна в органах МВД. До 1947 Крэчун — квестор полиции в Сибиу, Клуже, Констанце, в 1947—1948 — инспектор госбезопасности в Сибиу, с 1948 по 1952 — начальник Секуритате в Сибиу, затем в Крайове. Устойчиво держится слух, будто по старым связям с легионерами он помог бежать антикоммунистическому диверсанту-парашютисту Иону Марушке, в которого была влюблена его молодая родственница. Документальных подтверждений это, не имеет. В следующие десятилетия Крэчун проявлял к легионерам особенную ненависть и жестокость.
Георге Крэчун жёстко проводил карательно-репрессивный курс РКП. Руководил расстрелом командира антикоммунистических повстанцев Николае Дабижи и его соратников в Сибиу (ликвидацию отряда Дабижи курировал Михай Патричу). Командовал ликвидацией партизанской группы Штефана Попы в Крикэу (Алба). Лично арестовывал известных правых политиков Александу Вайду-Воевода, Александру Кузу, Эмиля Хацегану. В 1952—1954 был заместителем начальника трудовых лагерей на канале Дунай — Чёрное море. С 1954 по 1956 возглавлял оперативную группу Секуритате в горах Фэгэраш, но там его постигла неудача: Крэчун не сумел арестовать Иона Гаврилэ Огорану. Далее Крэчун два года возглавлял управление МВД в Брашове.
Эффективный оперативник Крэчун отличался крайней жестокостью. Практиковал бессудные убийства и пытки, создавал для заключённых особо тяжёлые условия. Такие действия одобрял и рекомендовал первый глава Секуритате Георге Пинтилие. Очевидцы впоследствии отмечали, что Крэчун не был «тупым зверем-садистом, как его подчинённые» — с большими претензиями на интеллект он старался демонстрировать превосходство в более изощрённом насилии.
Служебным конкурентом Крэчуна являлся Николае Дойкару. Но поддержка Пинтилие и министра внутренних дел Александру Дрэгича обеспечивала устойчивые позиции. Крэчун был лично связан с Георге Георгиу-Дежем — генеральным секретарём компартии и премьер-министром РНР. Именно с санкции премьера Георгиу-Дежа министр Дрэгич в ноябре 1958 назначил Крэчуна комендантом Аюдской тюрьмы «0622». В этом учреждении содержались противники коммунистического режима, в том числе легионеры, недавние союзники Крэчуна.

### Комендант тюрьмы
За годы комендантства Крэчуна смертность в «0622» была максимальной в истории тюрьмы. Методами убийства служили не только избиения и прямые расстрелы за «нарушения правил», но и голодные пайки, холод, карцер, отказ в медпомощи (так умер Георге Ману — известный румынский физик, видный деятель легионерского движения, внук королевского премьера генерала Ману). Режим содержания заключённых при Крэчуне был не просто жестоким, но издевательско-унижающим. От легионеров Крэчун издевательски требовал следовать заветам Корнелиу Кодряну: твёрдо переносить лишения и пытки, храбро встречать смерть. Около семи тысяч человек были подвергнуты психологическим и физическим пыткам «коммунистического и атеистического перевоспитания». При этом Крэчун временами делал «жесты человечности» — типа перевода из карцера в камеру и требовал, чтобы за это благодарили его жену.
К середине 1960-х положение в Румынии изменилось. На место смертельно больного Георгиу-Дежа продвигался Николае Чаушеску с первоначальной программой «румынской оттепели». В 1964 Георге Крэчун был снят с тюремного комендантства. Формально это выглядело даже повышением — полковник Крэчун был назначен в диреккцию внутренней безопасности центрального аппарата МВД, в 1968 стал заместителем председателя Совета госбезопасности Иона Стэнеску. Но реально Крэчуна отодвинули от принятия решений. Он воспринимался как сообщник опального Дрэгича в его злоупотреблениях. Крэчун даже не получил генеральского звания: этому помешал Дойкару, предъявивший старое фото Крэчуна в легионерской форме (при том, что в молодости к легионерам был близок и сам Дойкару).
В 1974 Георге Крэчун ушёл на пенсию. Жил в столичной квартире повышенной комфортности, получал высокое денежное содержание.

## Суд и смерть
В декабре 1989 Румынская революция свергла режим РКП. Секуритате была распущена, репрессии осуждены. В 1998, при либеральном президенте Эмиле Константинеску, Георге Крэчун привлечён к судебной ответственности. По инициативе Ассоциации бывших политзаключённых генеральная прокуратура предъявила Крэчуну обвинение в смерти 261 заключённого Аюдской тюрьмы.
Заседания проходили в военном суде Бухареста. Свидетели защиты утверждали, будто режим содержания заключённых в коммунистической тюрьме «0622» был установлен ещё при Антонеску и направлен на истребление легионеров, а под руководством Крэчуна якобы даже смягчился (опять-таки в отношении легионеров). Сам Крэчун обосновывал жестокость указаниями Пинтилие и Георгиу-Дежа, которые обязан был выполнять. Свои действия называл «справедливыми» и «гуманными», заявлял, будто воздействовал на заключённых не насилием, а убеждением, намекал на борьбу с легионерским антисемитизмом.
Последние годы Георге Крэчун провёл в полузаброшенной неубранной квартире на окраине Бухареста, одинокий и тяжело больной. Незадолго до смерти его посетил писатель Марчел Петришор — лидер Ассоциации бывших политзаключённых, отбывавший в «0622». Петришор заметил, что под конец жизни Крэчун живёт в условиях, сходных с теми, в которые ввергал заключённых. Крэчун перевёл разговор на гуманизм своей жены и служебные счёты с Дойкару.
88-летний Георге Крэчун умер в статусе подсудимого. Приговор к тому времени ещё не был вынесен.